# 致命者

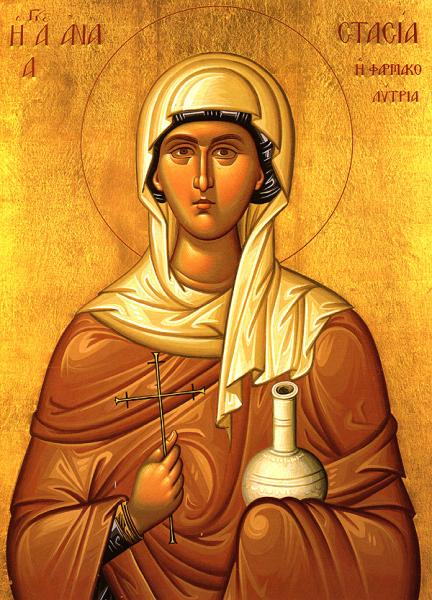
聖致命女解繋者アナスタシヤ（正教会のイコン）

致命者（ちめいしゃ、ギリシア語: μάρτυς, ロシア語: Му́ченик, 英語: Martyr）とは、正教会で聖人に付されて記憶に用いられる称号。女性の場合は致命女（ちめいじょ）。信仰の立証者として全生命を代償に与えた者（致命した者）をいう。これに対し、信仰の立証者として苦難を受けた者のうち、死には至らなかった聖人には表信者の称号が付されて記憶される。
ただし、致命者に限らず正教会の聖人の称号には厳密な区分けは無いこともあり、直接に殺害されなくとも（例えば監禁・軟禁・抑圧状態下で死を迎えるケースなどで）、致命者として記憶される聖人もいる（モスクワの総主教聖ティーホンなど）。
他教派・他宗教でいう殉教者に該当するが、日本正教会ではこの語は用いない。
「大致命者」（だいちめいしゃ）の称号で記憶される聖人もいる。また、「聖大致命者廉施者パンテレイモン」の名で記憶される聖パンテレイモンのように、称号が幾つか重ねられる場合も少なくない。
正教会ではステファノが初致命者首輔祭聖ステファンとして記憶される。